# Verrucaria maculiformis
Verrucaria maculiformis är en lavart som beskrevs av August von Krempelhuber. 
Verrucaria maculiformis ingår i släktet Verrucaria och familjen Verrucariaceae. Arten är reproducerande i Sverige. Inga underarter finns listade i Catalogue of Life.